# Brian Boom
Brian Morey Boom (1954) is een Amerikaans botanicus die is gespecialiseerd in de flora van de Guyana's en de Caraïben, de sterbladigenfamilie (Rubiaceae), etnobotanie en economische botanie.
In 1977 behaalde hij een B.Sc. in de biologie aan de University of Memphis. In 1979 behaalde hij aan deze universiteit een M.Sc. in de botanie. In 1983 behaalde hij een Ph.D. aan de City University of New York met het proefschrift A Revision of Isertia (Isertieae: Rubiaceae).
Van 1972 tot 1977 was Boom verbonden aan het Memphis Museum. Tussen 1977 en 1979 was hij actief als onderzoeksassistent bij de afdeling plankunde van de University of Tennessee. Vanaf 1980 is hij in diverse functies werkzaam bij de New York Botanical Garden.
Naast deze functies, heeft Boom aanstellingen aan universiteiten. Tussen 1988 en 1990 was hij adjunct-assistant professor aan de afdeling biologie van Lehman College (City University of New York). Dezelfde jaren was hij ook gastonderzoeker bij het Amazon National Research Institute in Manaus (Brazilië). Tussen 1986 en 1992 was hij gast-lecturer in de tropische wetenschappen bij de School of Forestry and Environmental Studies van de Yale University. Van 1992 tot 1996 was hij hier adjunct-associate professor in de tropische dendrologie. Tussen 1995 en 2002 was hij gasthoogleraar bij de afdeling biologie van de New York University. Vanaf 1995 is hij adjunct-senior onderzoeker bij Center for Environmental Research and Conservation (CERC) van de Columbia University.
Boom is lid van organisaties als de American Association for the Advancement of Science, de American Public Gardens Association, de American Society of Plant Taxonomists, de Botanical Society of America, de International Association for Plant Taxonomy, de National Geographic Society (lid voor het leven), de Society for Economic Botany (voorzitter in 2001), de Torrey Botanical Society (voorzitter vanaf 2007) en de Linnean Society of London. In 2001 was hij voorzitter van de All Species Foundation. Ook is hij betrokken bij de Organization for Flora Neotropica.
Boom heeft veldwerk verricht in landen als de Verenigde Staten, Mexico, Brazilië, Ecuador, Frans-Guyana, Guyana, Bolivia, Puerto Rico, Dominicaanse Republiek en Venezuela.
Boom richt zich in zijn onderzoek op onderwerpen met betrekking tot systematische botanie, economische botanie, inventarisatie van de biodiversiteit in tropische bossen en de relaties tussen planten en mensen die leven in neotropische bossen. Hij doet onderzoek naar diverse plantengroepen, waaronder de plantenfamilies Isoetaceae, Gentianaceae, Theaceae en met name Rubiaceae. Binnen de familie Rubiaceae richt hij zich op het geslacht Isertia (waarvan hij een taxonomische revisie heeft verricht) en op floristisch onderzoek van deze plantenfamilie op onderzoeksplaatsen in het Braziliaanse Amazonegebied en Frans-Guyana. Ook heeft hij diverse soortbeschrijvingen gemaakt van nieuwe soorten binnen deze familie.
Boom heeft deelgenomen aan inventarisaties van bomen in Brazilië, Ecuador, Frans-Guyana, Guyana, Bolivia, Puerto Rico en Venezuela. Hij heeft het gebruik van planten door Chácobo in het Boliviaanse Amazonegebied en door de Panare van Venezolaans Guyana in kaart gebracht. Daarnaast houdt hij zich bezig met botanisch onderzoek en natuurbescherming in de Caraïben. Hij is directeur van het Caribbean Biodiversity Program, een project van de New York Botanical Garden dat is gericht op het in kaart brengen van de planten en schimmels van de Caraïben en de bescherming daarvan.
Boom is (mede)auteur van artikelen in tijdschriften als Annals of the Missouri Botanical Garden, Brittonia, Economic Botany, Nature en Systematic Botany. Julian Alfred Steyermark heeft Peperomia boomii naar hem vernoemd.